# Statue-menhir de Crays
La statue-menhir de Crays est une statue-menhir appartenant au groupe rouergat découverte à Brousse-le-Château, dans le département de l'Aveyron en France.

## Historique
Elle a été découverte en 1958 par M. Alvernhe sur un replat surplombant la vallée du Tarn. C'est l'une des rares statues-menhirs découvertes au nord du Tarn, à proximité d'une zone où plusieurs sites cuprifères et de cinérite ont été reconnus.
La statue-menhir est inscrite monument historique au titre d'objet depuis le 14 octobre 2019.

## Description
De la statue originelle, il ne reste que la partie supérieure sans le visage. Elle a été sculptée et gravée dans une dalle de grès dont le site d'extraction le plus proche est situé à environ 10 km. Elle mesure 0,52 m de hauteur sur 0,45 m de largeur pour une épaisseur de 12 cm.
La statue est de belle facture mais la face antérieure a été endommagée probablement par un instrument aratoire et la face postérieure est érodée. Le visage a disparu. C'est une statue féminine. Les bras sont placés assez haut sur le torse donnant l'impression que les mains entourent les seins. Les mains sont de grande taille. Au dos, la chevelure est représentée par une bande verticale. Elle porte un collier à cinq rangs et une ceinture.
La statue est conservée au château de Brousse.